# Nelinearna izobličenja
Pod pojmom nelinearnih izobličenja u elektroakustici se smatraju takve promjene u frekvencijskom spektru reproduciranog tonskog signala, gdje se na izlazu iz sustava pojavljuju neke nove komponente spektra koje nisu postojale u izvornom elektičnom signalu, a koje su u izravnoj vezi s ulaznim naponom.  Nelinearna izobličenja karakteristična su za cijeli elektroakustički lanac reprodukcije, od procesa snimanja zvuka na nosač zvuka pa sve do reprodukcije s nosača zvuka, pojačala i samog zvučnika.

## Uzroci nastanka
Harmoničko izobličenje karakteristično je za sve mehano-električke pretvarače gdje kod mikrofona izlazni električni napon mikrofona nije u strogo proporcionalnom odnosu sa zvučnim tlakom, a kod zvučnika zvučni tlak ispred zvučnika nije strogo proporcionalan s veličinom pobudnog napona i to za bilo koju promatranu frekvenciju. 
Harmonička izobličenja prateća su pojava i svih vrsta pretpojačala i pojačala, a posljedica su nelinearnosti prijenosnih karakteristika aktivnih elektroničkih elemenata: elektronskih cijevi, bipolarnih tranzistora, unipolarnih tranzistora ili operacionih pojačala, gdje izlazni napon ili struja nisu u strogo linearnom odnosu s ulaznim naponom ili strujom.

### Elektronska cijev
Predstavimo li elektronsku cijev kao naponom rešetke upravljan strujni aktivni električni izvor, tada je veličina anodne struje ovisna o strmini S (mA/V) elektronske cijevi i naponu 
Ug koji se pojavljuje na rešetci:
{\displaystyle I_{a}=SU_{g}\,}
gdje S nije linearna karakteristika, već karakteristika koja otprilike slijedi oblik funkcije:
{\displaystyle y=x^{\frac {3}{2}}\,}
Prijenosna karakteristika elektronske cijevi zato je blago nelinearna što pojačalima s elektronskim cijevima daje jednu specifičnu boju zvuka.

### Bipolarni tranzistor
Premda je bipolarni tranzistor fizikalno gledajući strujno upravljan strujni izvor kod kojeg je kolektorska struja ovisna o struji baze:
{\displaystyle I_{C}=f(I_{B}).\,}
Međutim, za čest slučaj kada je bipolarni tranzistor upravljan ulaznim naponom, slijedi i eksponencijalna ovisnost kolektorske struje o ulaznom naponu između baze i emitera UBE:
{\displaystyle I_{C}=I_{s}e^{\frac {U_{BE}}{kT}}\,}
gdje je Is: reverzna struja zasićenja, k: Boltzmanova konstanta, a T temperatura izražena u  0K. Takva ulazna karakteristika slijedi općenito oblik eksponencijalne funkcije:
{\displaystyle y=ke^{x}\,}
i znatno je nelinearnija u usporedbi s prijenosnom karakteristikom elektronske cijevi. Posljedično će u jednakim uvjetima pojačalo s bipolarnim tranzistorima imati zamjetno veća nelinearna izobličenja.

### Unipolarni tranzistor
Unipolarni tranzistor je, uvažavajući način njegova rada, naponski upravljan strujni električni izvor gdje struja odvoda  ID  ovisna o strmini  K (ma/V) unipolarnog tranzstora i naponu vrata  UG
{\displaystyle I_{D}=KU_{G}\,}
gdje K nije linearna veličina, već prijenosna karakteristika koja otprilike slijedi oblik funkcije:
{\displaystyle y=x^{2}.\,}
Prijenosna karakteristika unipolarnog tranzistora je time linearnija u usporedbi s prijenosnom karakteristikom bipolarnog tranzistora.

### Operaciono pojačalo
Nelinearna izobličenja operacijskog pojačala prvenstveno će biti ovisna o izvedbi samog ulaznog dijela operacijskog pojačala, vrsti ulaznih tranzistora i linearnosti njihove prijenosne karakteristike Uizl=f(Uul). Sve što je rečeno u tom smislu za bipolarne i unipolarne tranzistore vrijedi i za ulazni stupanj operacijskog pojačala.

## Harmoničko nelinearno izobličenje
Pojam harmoničkog nelinearnog izobličenja odnosi se na pojavu tzv. viših harmonika u izlaznom električnom signalu sustava, a koji ne postoje u izvornom izmjeničnom signalu na ulazu u sustav. Viši harmonici se generiraju na nelinearnoj prijenosnoj karakteristici aktivnih elektroničkih elemenata.
Na taj način se uz ulazni signal određene frekvencije fl i amplitude u1, u frekvencijskom spektru izlaznog signala pojavljuju novi sadržaji frekvencije u harmoničkom odnosu, dakle, frekvencije f2, f3, f4, ... i td., a odgovajućih amplituda u2, u3, u4, ... i td., gdje amplitude harmonika viših frekvencija opadaju prema nuli (Ilustrativni prikaz na slici desno za hipotetske prilike, osnovni harmonik: tamnoplava boja, viši harmonici: crvena boja).
Faktor harmoničkog izobličenja određuje se kao omjer efektivne vrijednosti napona svih viših harmonika i efektivne vrijednosti cjelokupnog napona na izlazu sustava:
{\displaystyle k(\%)={\frac {\sqrt {u_{2}^{2}+u_{3}^{2}+u_{4}^{2}+....+u_{n}^{2}}}{\sqrt {u_{1}^{2}+u_{2}^{2}+u_{3}^{2}+u_{4}^{2}+...+u_{n}^{2}}}}}
Harmoničko izobličenje se mjeri posebnim uređajima, mjeračima harmoničkog izobličenja gdje se u prvom dijelu mjerenja ukupni izlazni napon sustava podesi na mjernom instrument na 100% otklona skale, a u drugom dijelu mjerenja se iz cjelokupnog tonskog signala izrazito strmim električkim filtrom ukloni osnovna komponenta električnog signala te se mjeri ukupna efektivna vrijednost napona viših harmonika. Efektivni napon svih harmonika izražen u postocima u odnosu na ukupnu efektivnu vrijednost napona iz prvog dijela mjerenja mjera je harmoničkog izobličenja.

## Intermodulaciono nelinearno izobličenje
Intermodulaciono nelinearno izobličenje razmatra se kada se na ulazu sustava pojavljuju dva električna signala različitih frekvencija. U mjerenju intermodulacionog izobličenja dovodi se zato na ulaz sustava električni signal više frekvencije i većeg napona te signal niže frekvencije i manjeg napona (Ilustrativni prikaz na slici dolje: naponi u1, odn u2, napon niže frekvencije: zeleno, napon više frekvencije: plavo). Tijekom prolaska električnog signala kroz sustav, na nelinearnoj prijenosnoj karakteristici dolazi do amplitudne modulacije električnog signala više frekvencije signalom niže frekvencije.
Na taj se način u spektru izlaznog signala pojavljuju neke nove komponente koje nisu u harmoničkom odnosu s izvornim signalom te je za ovakvu vrst nelinearnih izobličenja ljudsko uho znatno osjetljivije u odnosu na harmonička nelinearna izobličenja (bočni pojasi amplitudno moduliranog signala: crveno). U postupku mjerenja strmim visokopropustnim filtrom uklanja se iz izlaznog signala električni signal niže frekvencije zajedno sa svojim višim harmonicima, vrši se demodulacija električnog signala više frekvencije te se mjeri efektivna vrijednost samo svih bočnih komponenti moduliranog signala.
Mjera intermodulacionih nelinearnih izobličenja izražava se kao omjer efektivnih vrijednosti demoduliranih bočnih komponenti moduliranog električnog signala u odnosu na efektivnu vrijednost napona modulirajućeg električnog signala.
Dafinira se i tzv. totalno harmoničko izobličenje (THD, eng. "Total harmonic distortion") koje daje zajedničku mjeru i harmoničkih i intermodulacionih nelinearnih izobličenja.

## Tranzijentno nelinearno izobličenje
Za razliku od harmoničkih i intermodulacionih nelinearnih izobličenja koja su karakteristična za sve uređaje elektroakustičkog lanca reprodukcije, tranzijentna nelinearna izobličenja karakteristična su za poluvodička niskofrekventna pojačala snage. Kvalitetne prijenosne karakteristike takvih uređaja zasnivaju se na izrazito jakoj negativnoj reakciji i na velikom pojačanju unutar petlje negativne reakcije, a u namjeri da se u što većoj mjeri umanje linearna i, naročito, nelinearna izobličenja pojačala. Međutim, što je veće pojačanje unutar petlje negativne reakcije, utoliko veća mora biti i frekvencijska kompenzacija pojačanja koja će osigurati stabilnost rada pojačala, naročito u uvjetima kapacitivnog ili induktivnog opterećenja. Posljedica takvih uvjeta rada pojačala je da izlazni napon ne može u dovoljnoj mjeri slijediti najbrže promjene ulaznog signala te za izvjestan, vrlo kratak period vremena signal negativne reakcije ne postoji u onakvoj fazi i amplitudi kako je predviđeno. Dinamička svojstva pojačala su na taj način unutar tog vremenskog perioda narušena što se očituje kao specifična vrst izobličenja nazvana tranzijentno nelinearno izobličenja. Za razliku od linearnih te harmoničkih i intermodulacionih izobličenja koja se smanjuju praktički proporcionalno jačini negativne reakcije, tranzijentna nelinearna izobličenja se povećavaju jačinom negativne reakcije.